# Campeonato Sul-Brasileiro de Futebol Amador de 2019
O Campeonato Sul-Brasileiro Amador de 2019 foi a 32ª edição desta competição futebolística realizada anualmente entre as equipes da Região Sul do Brasil e São Paulo. Foi organizada pela Federação Paranaense de Futebol (FPF) em parceria com a Gaúcha (FGF), Catarinense (FCF) e Paulista (FPF).
O título desta edição ficou com o SOBE Iguaçu, que ficou com sua primeira conquista na história após terminar na frente do GE Metropolitano e Ferroviários pelo saldo de gols com 5 pontos. Essa conquista marcou o primeiro título paranaense em 8 anos, sendo o último em 2011 com o Inter de Campo Largo.

## Formato e participantes
No dia 24 de outubro de 2019, a FPF publicou no YouTube o sorteio da tabela da competição. As equipes participantes disputariam entre si em sistema de pontos corridos, turno único, sendo declarado campeão a equipe que somar a maior pontuação. Os jogos seriam disputados em Curitiba, cinco deles no estádio Egydio Ricardo Pietrobelli, do SOBE Iguaçu, enquanto um seria no estádio Octávio Silvio Nicco, do Imperial.
| Equipe           | Estado            | Cidade            | Títulos  |
| ---------------- | ----------------- | ----------------- | -------- |
| Ferroviários     | São Paulo         | Bragança Paulista | —        |
| SOBE Iguaçu      | Paraná            | Curitiba          | —        |
| GE Metropolitano | Santa Catarina    | Nova Veneza       | 1 (2018) |
| Tramandaí        | Rio Grande do Sul | Tramandaí         | —        |

### Retrospecto dos times
O Ferroviários, representate de São Paulo, garantiu uma vaga nesta edição por ter sagrado-se campeão – e invicto – do Campeonato Paulista Amador em cima do Bandeirante de Brodowski por 3–1 no segundo jogo, após um empate por 0–0 no primeiro. O SOBE Iguaçu, representante do Paraná e anfitrião desta edição, garantiu uma vaga por ter sido campeão – e invicto – da Taça Paraná Amador em cima do Trieste por 3–1 no agregado. O GE Metropolitano, representante de Santa Catarina e atual campeão, garantiu vaga por ter sido campeão – e invicto – do Campeonato Catarinense Amador em cima do Flamengo de Jaraguá por 3–1 no agregado. Por último, o Tramandaí, representante do Rio Grande do Sul, garantiu uma vaga por ter sido campeão da Taça Serramar em cima do Serraria nos pênaltis por 4–3 após um empate por 2–2 no agregado.

## Resultados
Na primeira rodada, o anfitrião SOBE Iguaçu empatou com o Ferroviários por 0–0, enquanto o GE Metropolitano venceu o Tramandaí nos acréscimos por 2–1, terminando a rodada na liderança. Na segunda rodada, o Ferroviários venceu o Tramandaí por 2–1, com "gol polêmico" aos 39 minutos do segundo tempo; garantindo uma breve liderança. Enquanto isso, o SOBE Iguaçu empatou novamente por 0–0, desta vez com o GE Metropolitano, fazendo com que os catarinenses retomassem a liderança. Para serem campeões, o GE Metropolitano precisaria vencer o Ferroviários, e vice-versa, enquanto o SOBE Iguaçu precisaria de um empate entre os dois, e vencer os gaúchos por 2 gols de diferença. Disputados simultaneamente, o SOBE Iguaçu conseguiu golear o Tramandaí por 5–1, enquanto permaneceu um empate por 0–0 entre Ferroviários e GE Metropolitano.
Os jogadores do SOBE Iguaçu comemoraram bastante a conquista, em pleno centenário do clube; Eric, um dos artilheiros desta edição, afirmou: “Fizemos a nossa parte, esperamos. Quem faz o justo, colhe o resultado, agora é curtir o resultado”.

### Classificação
| Pos | Equipe           | Pts | J | V | E | D | GP | GC | SG | Classificado |
| --- | ---------------- | --- | - | - | - | - | -- | -- | -- | ------------ |
| 1   | SOBE Iguaçu      | 5   | 3 | 1 | 2 | 0 | 5  | 1  | +4 | Campeão      |
| 2   | GE Metropolitano | 5   | 3 | 1 | 2 | 0 | 2  | 1  | +1 |              |
| 3   | Ferroviários     | 5   | 3 | 1 | 2 | 0 | 2  | 1  | +1 |              |
| 4   | Tramandaí        | 0   | 3 | 0 | 0 | 3 | 3  | 9  | −6 |              |